# KCUR-FM
KCUR-FM est une station de radio américaine basée à Kansas City, dans le Missouri, et couvrant sur un rayon d'environ 150 kilomètres le Nord-Ouest du Missouri et le Nord-Est du Kansas. Radio de service public, elle est la station du réseau de radiodiffusion public américain NPR pour l'agglomération de Kansas City. Elle diffuse ses programmes sur la fréquence 89,3 FM.
La station produit notamment 12th Street Jump (en), émission de jazz et de blues diffusée nationalement aux États-Unis sur certaines stations du réseau NPR.

## Histoire
La radio est fondée en 1957. 